# Камило де Медичи ди Граняно
Камѝло дe Мèдичи ди Граняно (на италиански: Camillo de' Medici di Gragnano; * 1543, Граняно, Неаполитанско кралство; † 1598, Неапол, пак там) е италиански благородник, известен юрист и адвокат, кавалер-комендатор на Ордена на Свети Стефан.
Известна е гробницата му в неаполитанската църква „Св. св. Северин и Сосий“ (Сан Северино е Созио).

## Биография
Камило принадлежи към кадетски клон на Медичите, известен като „ди Граняно“ (част от провинция на Княжество Читра), документиран от 1269 г. с Гулиелмо, съдия и събирач на поземлен данък в Граняно.
Фигурата на Камило и на флорентинското семейство в Неапол винаги остава на заден план в официалната история, въпреки водещата роля, която играе в структурата на града в продължение на поне пет века. Следователно е вероятно сред неаполитанските роднини на флорентинските Медичи, споменати от хуманиста Кристофоро Ландино век преди възникването на друг кадетски клон на Медичите – Медичи ди Отаяно, да бъде откроен именно клонът на Медичи ди Граняно, чиито архитектурни находки, разпръснати сред църквите на Граняно, подчертават мястото им в града, където сферата им на влияние включва от първата половина на XV век църквите „Сан Марко“ (техният мавзолей), „Успение Богородично“, Corpus Domini, „Св. Тома от Кентърбъри“, Кармелитският манастир и Манастира на босите августинци.
Признаването от страна на Великия херцог на Тоскана на знаменити флорентински корени на Камило не е безпрепятствено. Това се дължи, както си спомня самият Камило в един от мемоарите си, на злонамерени външни гласове, които са го обвинили, че злоупотребява с това фамилно име. Легитимирането към семейство Медичи става едва през 1582 г. след съдебно дело и последващ указ за концесия от Великия херцог Франческо I де Медичи.
На 13 октомври 1589 г. великият магистър Фердинандо де Медичи, след признаването на флорентинския произход на Камило, го назначава за възпитател, комендатор, квестор и трибун на Ордена на Свети Стефан. Доказателство за неговият благороднически произход е работата на неговия зет Фабио Капече Галеота и на Бартоломео Киокарели, културен и компетентен неаполитански юрист, негов съвременник, както и внимателен и неуморен изследовател, комуто е поверено деликатната и престижна задача да събере и обедини архива на Кралската юрисдикция на Неаполитанското кралство. Друго доказателство са благородническите параклиси, гробниците, оръжията и мраморите, издълбани върху древните паметници на семейството между Граняно, Кастеламаре ди Стабия и Неапол, нотариалните договори, кралските привилегии, заеманите публични длъжности, магистратурите, преброяването, притежаваните владения, segrezie, както и връзката с благороднически семейства като Мормиле, Ангуилара, Орсини, Капече Галеота и Авитая.

Умира в Неапол през 1589 г. на 54-55-годишна възраст. Увековечен е в гробницата в една от най-престижните църкви на неаполитанското административна институция Монтаня – „Св. св. Северин и Сосий“, по-точно в Параклиса на Медичи ди Граняно, който сам поръчва.
- Параклис на Медичите от Граняно
- Гробницата на Камило, дело на Джироламо Д'Аурия от 1596 – 1600 г. Фигурата на Камило лежи в ниша в стената (която завършва „стъпаловидно“ развитие на гробницата) и е представена в сцената от негова страна, в позиция, която изразява насладата от благочестивото очакване. Следователно ликът му може да се счита за перфектен израз на неоплатоническата идея за безсмъртието на душата, отделена от тялото и от всякаква интелектуална дейност в интервала между смъртта и деня на Страшния съд, когато би са достигнали вечен и Божий мир.